# Тафириматеа

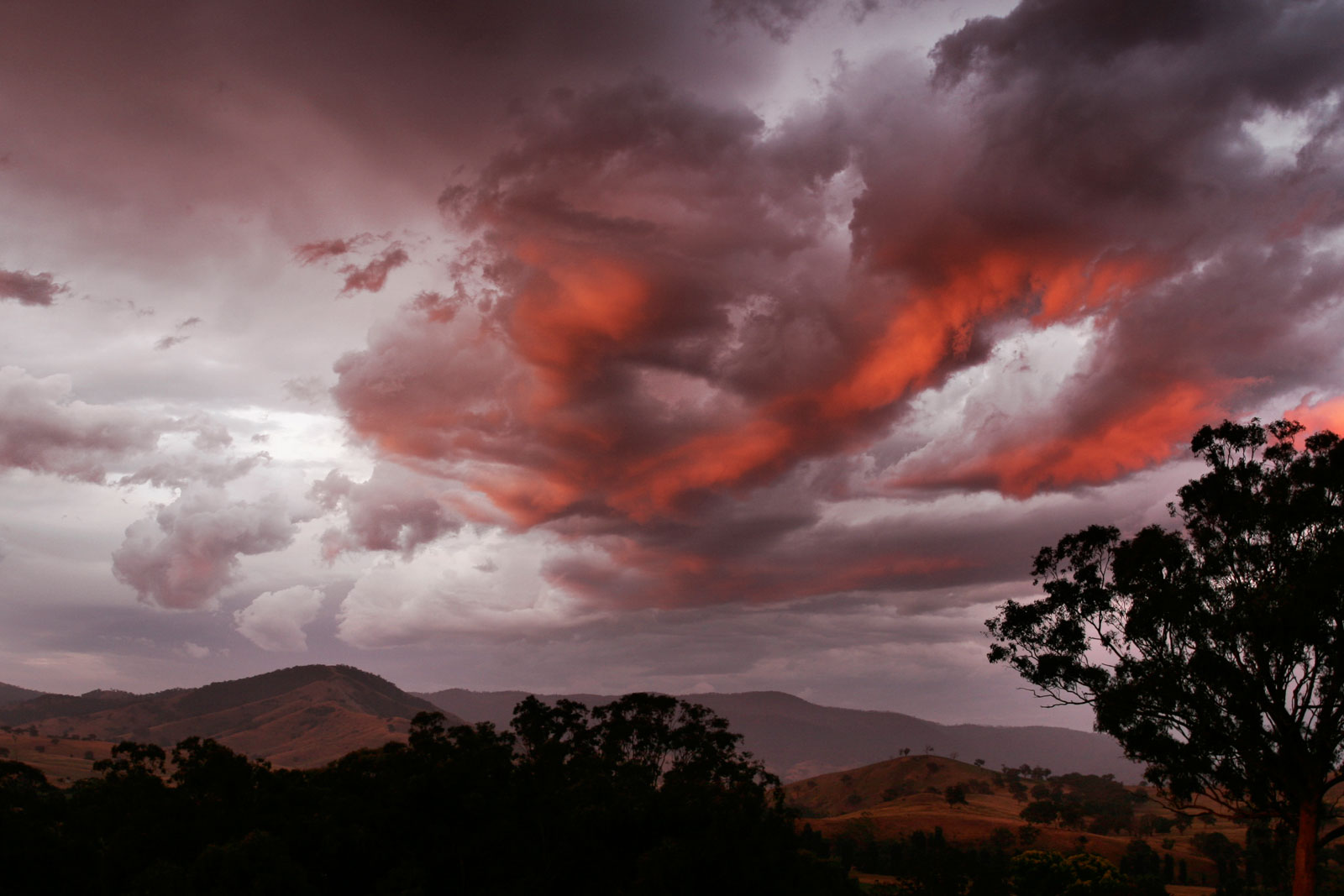
Согласно мифологии маори, облака — дети Тафириматеа

Тафириматеа (Tāwhirimātea или Tāwhiri) — бог погоды (грома, молнии, ветра, облаков и грозы) в мифологии маори.

## История
Тафириматеа — сын бога-неба Ранги и богини-земли Папы. Тафириматеа был не согласен со своими братьями, которые ради своей свободы решили разделить Ранги и Папу; когда это свершилось, в гневе он уничтожил леса́ своего брата Тане (бог лесов), утопил другого брата Тангароа (бог моря) и его потомство в море, преследовал Ронго и Хаумиа-тикетике до тех пор, пока они не нашли защиту у своей матери. Лишь Туматауэнга (бог войны) противостоял брату и стал его вечным соперником и врагом. Для того, чтобы пойти войной на своих братьев, Тафириматеа собрал войско из своих детей — облаков и ветров . Нападение Тафириматеа на братьев привели к затоплению больших участков земли. Другими потомками Тафириматеа были различные виды дожди и туманы.
Тафириматеа живёт на небе со своим отцом Ранги и братом Рехуа (звезда Сириус).